# Druschba-Sportpalast
Der Druschba-Sportpalast (ukrainisch Палац спорту „Дружба“) ist eine Multifunktionshalle in der ukrainischen Stadt Donezk. Bis 2014 waren der Eishockeyclub HK Donbass Donezk aus der KHL sowie die Basketballmannschaft des BK Donezk (Basketball Superliga Ukraine) im Sportpalast beheimatet. Die Halle bietet bei Eishockeyspielen 4100 Plätze, davon sind 3500 Sitzplätze. Zu Basketballspielen sind es 4700 Plätze.

## Geschichte
Die Halle wurde 1976 eingeweiht. Nach kleineren Arbeiten 2003 wurde die Arena 2010 einer größeren Renovierung für die Eishockey-Weltmeisterschaft der U18-Junioren 2011 – Division II B unterzogen. Die Halle bekam unter anderem ein neues Kältesystem für die Eisfläche, eine Klimaanlage, eine Videoüberwachungsanlage und einen Videowürfel. Des Weiteren wurde ein Fanshop und Fastfood-Stände eingerichtet sowie die komplette Bestuhlung auf den Rängen erneuert. Dadurch steigerte sich die Zahl der Plätze von 3500 auf 4100. Zusätzlich entstanden Büroräume für den Eishockeyverband der Ukraine und der Internationalen Eishockey-Föderation (IIHF).
Ab 2004 fand einmal im Jahr die Stabhochsprungveranstaltung Pole Vault Stars in der Arena statt. Der Gründer des 1990 erstmals ausgetragenen Meetings ist Serhij Bubka, der am 21. Februar 1993 den bis 2014 gültigen Hallenweltrekord mit 6,15 Meter bei der Veranstaltung aufstellte. Jelena Issinbajewa verbesserte in der Donezker Arena am 15. Februar 2009 den Stabhochsprung-Hallenweltrekord zuerst auf 4,97 Meter und erhöhte ihn danach auf 5,00 Meter.
Ab 2011 wurde im Sportpalast das Eishockeyturnier Donbass Open Cup ausgetragen.

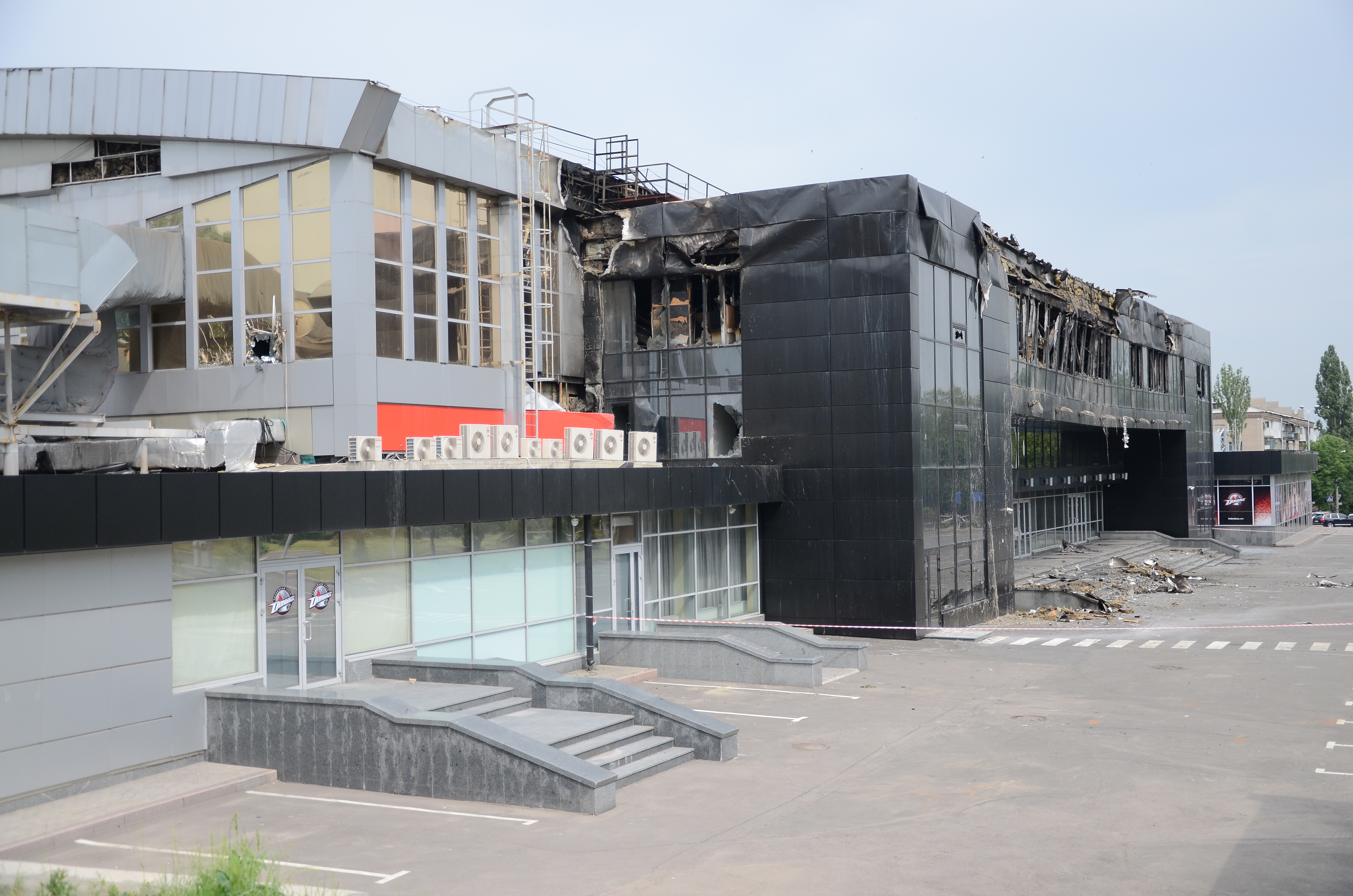
Schäden an der Eishalle nach dem Brand im Mai 2014

Während der ersten Schlacht um den Flughafen Donezk, in der Nacht des 26. Mai 2014 wurde die Eishalle von pro-russischen Separatisten der Volksrepublik Donezk während des Kriegs im Donbass gestürmt, ausgeplündert und danach in Brand gesetzt. Aus der Spielstätte des HK Donbass Donezk wurden unter anderem Plasmabildschirme, Einrichtungsgegenstände und ein Auto gestohlen. Des Weiteren wurden Tresore aufgebrochen und geleert sowie die Sicherheitstechnik des Gebäudes zerstört. Nach Angaben von Klubbesitzer Borys Kolesnikow sollte die Halle innerhalb von drei Monaten zum Start der neuen KHL-Saison wiederhergestellt werden, was jedoch nie geschah. Der HK Donbass pausierte zunächst vom Spielbetrieb und zog später in die Altair Eishalle in Druschkiwka um.